# 清永健一
清永 健一（きよなが けんいち、1974年 - ）は、日本の実業家。中小企業診断士。経営コンサルタント。展示会営業マーケティング代表取締役。
展示会を活用した「展示会営業コンサルタント」として、民放テレビ番組、NHKラジオ、ビジネス誌などメディア出演のほか、中小企業基盤整備機構、ジェトロ、日本能率協会、各地の商工会議所などでの講演などを行う。動画で紹介する展示会サイトを開設。

## 人物・経歴
奈良県出身。神戸大学経営学部卒業。放送通信企業、コンサルティングファーム勤務を経て起業。「展示会営業コンサルタント」として企業のコンサルタントとして活動。リアルとオンラインの融合による、ビジネスモデルを提案。「売り込まずに、教える」手法を開発。
2015年 - 展示会営業マーケティング設立。2017年 - 特許庁へ「展示会営業」を商標登録。

2019年 - 日本コンサルタント推進機構（JCPO）発行「日本の専門コンサルタント年鑑2020」の実力コンサルタント100名に選出。

2020年 - 展示会営業マーケティングが日本経済新聞社「コロナに打ち勝ち日本を元気にするメッセージ動画」150社選出。

2021年 - 経済界の2021注目企業に選出。
新型コロナ禍に対する対応として、DXの推進に加え、感染症リスクや自然災害時にも有効な集客が可能な手法であるとして「自前オンライン展示会開催営業術」での集客方法を提案。出展コストの33倍の売り上げにつながった企業の事例があるほか、適切な展示会の選定方法についても言及するなどしている。
その他NHKラジオ総合のほかテレビ出演、行政機関、公益法人、金融機関などで講演を行う。

## 著書
- 『新規顧客がドンドン押し寄せる展示会営業術』（ごま書房新社） ISBN 4341087290
- 『3秒で顧客をつかむ！コスト効果3300％の展示会営業術』（ごま書房新社）ISBN 9784341087128[22]
- 『最新版 飛び込みなしで「新規顧客」がドンドン押し寄せる「展示会営業」術』（ごま書房新社）　ISBN 9784341087296
- 『展示会のプロが発見!儲かっている会社は1年に1回しか営業しない!』（ごま書房新社）ISBN 9784341087586
- 『中小企業の「DX」営業マニュアル ~「オンライン展示会」をきっかけにしたスムーズな営業改革術』（ごま書房新社）ISBN 9784341087791
- 『仕事のゲーム化」でやる気モードに変える 経営に活かすゲーミフィケーションの考え方と実践事例』（共著）（実務教育出版）ISBN 9784788908109
- 『営業のゲーム化で業績を上げる: 成果に直結するゲーミフィケーションの実践ノウハウ』（共著）（実務教育出版）ISBN 9784788910768

## メディア

### テレビ
- 2019年2月10日 - 千葉テレビ「カイシャを伝えるテレビ」

- 2022年8月3日 - BS11「リアル～真実を追う180日～」[23]

- 2023年11月12日 - テレビ埼玉「BOSSのプレゼン」[24]

### ラジオ
- 2018年～2019年 - レインボータウンFM（2月27日、4月25日、5月22日、7月24日、8月28日、9月25日、10月23日、11月27日、12月25日他）
- 2020年4月29日 - NHKラジオ第1「2020東京の現在地 「これからの東京」」[25]

他多数

## 参考サイト
- 展示会に出展してみたら「GOOD LIFE フェア」の舞台裏（ツギノジダイ編集部）
- リアル #005 「業界戦略の極意」
- 「展示会マーケティング＆営業の成功の秘訣」プロフェッショナル起業家対談 伊藤剛志×清永健一